# Ирма (ураган, 2017)
Ураган И́рма (англ. Hurricane Irma) — чрезвычайно мощный и разрушительный атлантический тропический циклон 5 категории. Самый продолжительный ураган 5 категории за всю историю наблюдений и самый мощный атлантический ураган сезона 2017 года.
Ирма — классический ураган типа «Кабо-Верде», сформировавшийся 30 августа 2017 года близ островов Кабо-Верде при выходе сильной тропической волны из континентальной части Африки. Благодаря благоприятным условиям ураган всего через 24 часа после формирования перерос в ураган 2 категории. 5 сентября Ирма превратился в ураган наивысшей, 5 категории опасности. Ирма также был одним из самых крупных ураганов в Атлантике, с диаметром 650 км.
Во время существования «Ирмы» впервые с 2010 года повторилась ситуация, когда в Атлантическом океане находилось сразу три урагана: «Катя», «Ирма» и «Хосе».
Жертвами урагана стали не менее 134 человек. Материальный ущерб оценивается в более чем 77 млрд долларов США.

## Траектория движения и последствия

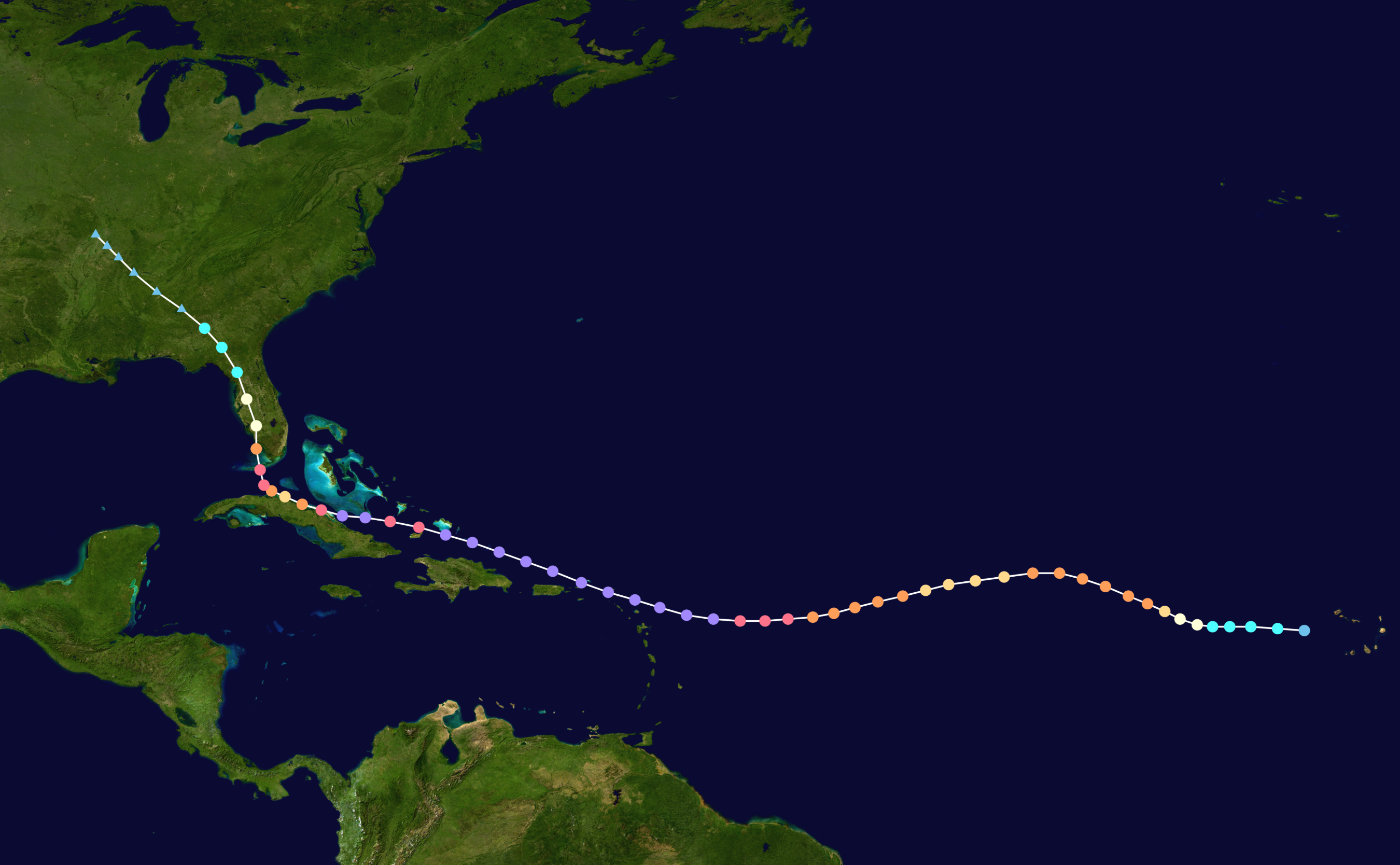
Траектория урагана и отметки по шкале ураганов Саффира — Симпсона, фиолетовым показана 5-я категория.

Ирма возникла из тропической волны около островов Зелёного Мыса 30 августа. Благоприятные условия позволили Ирме быстро усилиться до урагана категории 3 по шкале ураганов Саффира — Симпсона к концу 31 августа. Интенсивность шторма колебалась между категориями 2 и 3 в течение следующих нескольких дней из-за серии циклов замены глазных стенок. 4 сентября Ирма возобновила усиление, превратившись в ураган 5-й категории к раннему началу следующего дня. Рано утром 6 сентября Ирма достигла своего пика с 1-минутной устойчивостью ветра 180 миль в час (290 км/ч) и минимальным давлением 914 гПа (27,0 дюйма ртутного столба). Ирма была вторым по интенсивности тропическим циклоном в мире в 2017 году с точки зрения атмосферного давления и самым сильным в мире в 2017 году с точки зрения скорости ветра. Ещё один цикл замены глазных стенок заставил Ирму ослабнуть до уровня урагана 4-й категории, но шторм снова получил статус 5-й категории, прежде чем обрушился на Кубу. Хотя Ирма ненадолго ослабла до шторма категории 2 во время выхода на сушу на Кубе, система снова усилилась до статуса категории 4, когда она пересекла теплые воды Флоридского пролива, прежде чем 10 сентября выйти на берег Куджо-Ки. После этого Ирма потеряла статус категории 3, перед тем как позже в тот же день произошёл ещё один выход на берег во Флориде на острове Марко.  Система деградировала до остаточного низа над Алабамой и в конечном итоге рассеялась 13 сентября над Миссури.
Ураган вызвал катастрофические разрушения на островах Барбуда, Сен-Бартелеми, Сен-Мартен, Ангилья, Виргинских островах, Теркс и Кайкос и в южной части Багамских Островов. На Барбуде и Сен-Мартене ураган разрушил или повредил более 90 % зданий, более половины жителей остались без крова. В нидерландской части острова Сен-Мартен разрушен аэропорт Принцессы Юлианы.